# Schismatoglottis brevipes
Schismatoglottis brevipes là một loài thực vật có hoa trong họ Ráy (Araceae). Loài này được Hook.f. miêu tả khoa học đầu tiên năm 1892.